# Droga krajowa B301 (Niemcy)
Droga krajowa 301 (niem. Bundesstraße 301, B 301) – niemiecka droga krajowa przebiegająca na osi północ południe od skrzyżowania z drogą B16 na obwodnicy Abensberg do skrzyżowania z drogą B11 we  Freising w Bawarii.